# Зеньковский район
Зенько́вский райо́н (укр. Зіньківський район) — упразднённая административная единица на северо-востоке Полтавской области Украины. Административный центр — город Зеньков.

## География
Район расположен в северо-восточной части области в зоне лесостепей.
Координаты: 50°12′30″ с. ш. 34°21′55″ в. д. Площадь — 1 400 км². 
Район граничит на севере и северо-западе с Гадячским районом, на западе с Миргородским районом, на северо-востоке с Сумской областью, на востоке с Котелевским районом, на юге — с Диканьским районом, на юго-западе — с Шишацким районом.
Основные реки —
Ворскла,
Грунь,
Ташань,
Тарапунька,
Мужева-Долина,
Грунь-Ташань.

## История
Район образован в 1923 году. 17 июля 2020 года в результате административно-территориальной реформы район вошёл в состав Полтавского района.

## Демография
Население района составляет 33 279 человек (2019),
в том числе городское — 14 792 человека,
сельское — 18 487 человек.

## Административное устройство
Район включает в себя:
| - Городских советов: 1 - Поселковых советов: 1 - Сельских советов: 22 | - Городов: 1 - Посёлков городского типа: 1 - Сёл: 113 |

### Местные советы[6]
| - Зеньковский городской совет - Опошнянский поселковый совет - Артелярщинский сельский совет - Батьковский сельский совет - Борковский сельский совет - Великопавловский сельский совет - Высоковский сельский совет - Власовский сельский совет - Дейкаловский сельский совет - Загруновский сельский совет - Кирилло-Анновский сельский совет - Лютенско-Будищанский сельский совет | - Малобудищанский сельский совет - Новосёловский сельский совет - Першотравневый сельский совет - Покровский сельский совет - Поповский сельский совет - Проценковский сельский совет - Пышненковский сельский совет - Ставковский сельский совет - Тарасовский сельский совет - Удовиченковский сельский совет - Челно-Федоровский сельский совет - Шиловский сельский совет |

### Населённые пункты[7]
| с. Арсеневка с. Артелярщина с. Бабанское с. Батьки с. Безруки с. Бобровник с. Борки с. Будки с. Бухаловка с. Василе-Устимовка с. Васильково с. Васьки с. Великая Павловка с. Великая Пожарня с. Винтенцы с. Власовка с. Волошковое с. Высокое с. Галийка с. Глинское с. Горобии с. Гришки с. Гусаки с. Дадакаловка с. Дамаска с. Дейкаловка с. Деряги с. Диброва с. Довбневка | с. Должик с. Должок с. Драны с. Дубовка с. Дубяги с. Дубянщина с. Загруновка с. Заики с. Заиченцы с. Зайцы г. Зеньков с. Ищенковка с. Карабазовка с. Килочки с. Кирилло-Анновка с. Киряково с. Клименки с. Княжева Слобода с. Кольченки с. Корлюково с. Косяки с. Круглое с. Лавринцы с. Лагоды с. Лазки с. Левченки с. Лютенские Будища с. Макухи с. Малые Будища | с. Маниловка с. Матяши с. Миськи Млыны с. Михайловка с. Морозы с. Мысики с. Николаевка с. Новосёловка с. Ольховое пгт Опошня с. Отрадовка с. Пеленковщина с. Перелески с. Першотравневое с. Песчанка с. Петро-Анновка с. Петровка с. Пилипенки с. Пирки с. Подозерка с. Покровское с. Поповка с. Проценки с. Пруглы с. Пышненки с. Романовка с. Романы с. Руденки-Гончары с. Саранчовка | с. Свечкаревщина с. Севериновка с. Слинковщина с. Соколовщина с. Ставковое с. Старая Михайловка с. Стрелевщина с. Ступки с. Сулимы с. Тарасовка с. Тимченки с. Трояновка с. Удовиченки с. Устименки с. Фёдоровка с. Хижняковка с. Хмаровка с. Храпачов Яр с. Хрипки с. Цветово с. Челно-Федоровка с. Черняки с. Шевченки с. Шенгариевка с. Шиловка с. Шкурпелы с. Яблочное с. Яцино-Окари |

#### Ликвидированные населённые пункты[8]
| с. Зезекалы с. Корещина | с. Сухомлины с. Холодовщина | с. Ясеновое |

## Экономика
Экономика представлена в основном сельскохозяйственным производством.
На территории района найдено три нефтегазоконденсатных месторождения: Солоховское, Больское, и Опошнянское. Также есть запасы торфа и гончарных глин. В селе Власовка открыт источник минеральной воды под названием Ташань, используется в лечебных целях в местном санатории «Сосновый Бор».

## Известные уроженцы
- Величко, Семён Саввич  (1902—1957) — советский военачальник, генерал-майор.
- Грипич, Владимир Григорьевич (1923—2005) — театральный актер и режиссёр, народный артист СССР (1979).